# 邱光仪大屋
邱光仪大屋，位于中国广东省云浮市郁南县连滩镇西堤石桥头，为郁南县的一个县级文物保护单位，类型为古建筑，公布时间为2003年4月8日。
邱光仪大屋的历史年代为清代。